# Suzanne Lansé
Suzanne Lansé, née le 9 juillet 1898 à Annecy et morte le 16 janvier 2002 à Veyrier-du-Lac en Haute-Savoie, est une artiste peintre de renommée internationale et Talloirienne de toujours a, très jeune, manifesté un goût marqué pour les arts.

## Œuvre

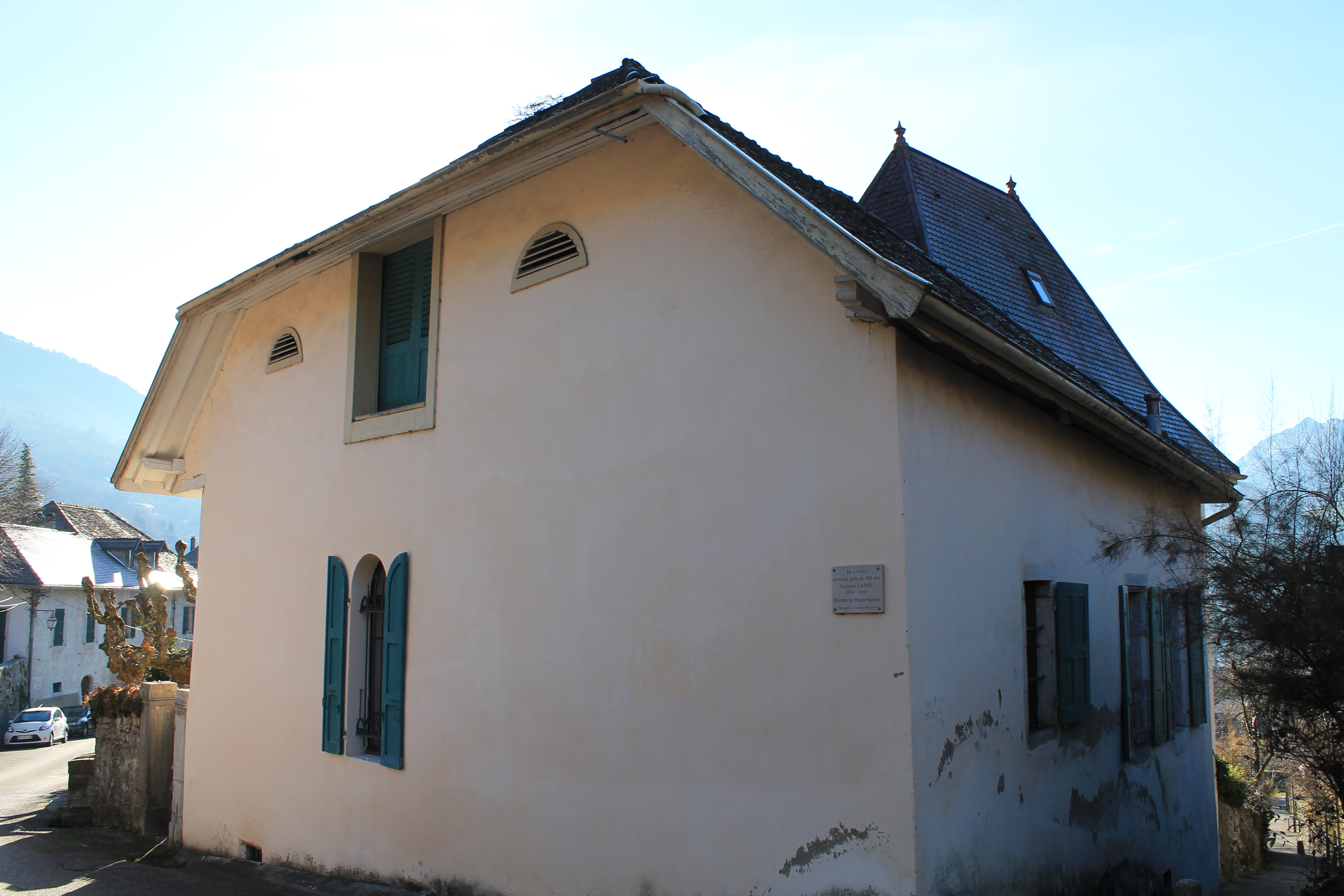
Maison de Suzanne Lansé à Talloires.

Le peintre Albert Besnard qui résidait chaque été à Talloires et l'aquafortiste André Jacques, ayant découvert le don de Suzanne Lansé, lui conseillèrent de s'orienter vers le dessin et la peinture.
Suzanne Lansé exprimera son talent aussi bien dans des portraits au fusain, dont l'un des plus célèbres fut celui de Madame de Saint-Exupéry, que dans la peinture au couteau de paysages de haute montagne et de lacs. Elle a également décoré dans la région quatre chapelles et réalisé cinq chemins de croix.
Coloriste accomplie, Suzanne Lansé privilégiera toujours les tons purs, mais sa quête constante d'artiste restera la lumière et la reconnaissance de son talent sera un hommage à l'accomplissement de cette recherche.
Ses œuvres ont été exposées à Paris (au Salon des Femmes Peintres et Sculpteurs et à celui des Tuileries), puis dans diverses villes de France et de l'étranger.
Parmi les très nombreuses toiles réalisées par Suzanne Lansé jusqu'en 1983, date à laquelle elle fut contrainte d'arrêter la peinture, plus de 700 sont aujourd'hui réparties dans une vingtaine de pays, acquises par des particuliers ou exposées dans des musées.
En 1990, Suzanne Lansé a fait don au Conservatoire d'art et d'histoire d'Annecy de neuf peintures, quatre dessins au fusain et deux pastels représentant des paysages de Haute-Savoie et des portraits typiques de Savoyards.
C'est pour permettre de découvrir ou de conserver un souvenir de l'œuvre de cette artiste et de Talloires que l'Association de défense de l'environnement et du patrimoine de Talloires (ADEPT) a fait réaliser quatre reproductions de paysages de Talloires et du Lac d'Annecy.